# Nabopolassar
Nabopolassar (Akkadisch:Nabû-apal-usur) was de eerste koning (626-605 v.Chr.) van het Nieuw-Babylonische Rijk.
Hij kwam (626 v.Chr.) in opstand tegen het Assyrische Rijk (dat al 200 jaar over Babylon had geregeerd), nadat de laatste echt machtige Assyrische koning, Assurbanipal, was gestorven in 627 v.Chr.
In Assyrië heerste jarenlang burgeroorlog tussen twee zoons van Assurbanipal (Ashur-etil-ilani en Shamash-shum-ukin). Tot overmaat van ramp maakte een generaal Sin-shumu-lishir zich ook nog eens enige tijd meester van de troon. Alle randgebieden van het rijk trachtten van de chaos te profiteren door zich onafhankelijk te maken. Zelfs Nippur, dat nog onder direct Assyrisch bestuur stond, kwam in opstand. Na de dood van Kandalanu, Nabopolassars voorganger op de Babylonische troon, was de toestand ook in dit koninkrijk verward, maar na een 'jaar zonder koning' lukte het Nabopolassar aan de macht te komen. Tien jaar later had hij Babylonië verenigd en was hij sterk genoeg om Assyrië aan te pakken. In 615 v.Chr. viel Nabopolassar de stad Aššur aan, maar hij moest zich terugtrekken naar Tikrit; het volgende jaar vielen de Meden de stad aan, plunderden haar en richtten een slachting aan. Nabopolassar kwam te laat om meer dan een getuige te zijn van de rokende puinhopen. De verzwakte Assyriërs konden de macht van de Babyloniërs en de Meden, die zich met elkaar hadden verbonden, niet weerstaan. De Assyrische hoofdstad Ninive werd belegerd en geplunderd in 612 v.Chr.. Nabopolassar werd het gezag over Nineve toevertrouwd en deze vernietigde wat restte van het Assyrische Rijk in 609 v.Chr.
Nabopolassar voerde vervolgens oorlog tegen Egypte van 610 tot 605 v.Chr.. Ook Egypte had zich onafhankelijk verklaard van de Assyriërs, maar Psammetichus I besloot uiteindelijk toch hun kant te kiezen en ondersteunde een tijdlang zelfs een Assyrische pretendent Assur-uballit II in Harran. De farao zag wel in dat een sterk Babylon gevaarlijker was voor Egypte dan een zwak Assyrië. Een conflict was onvermijdelijk. Kort voor Nabopolassars dood behaalde zijn zoon Nebukadnezar een beslissende zege op de Egyptenaren onder Necho II in de Slag bij Karkemish (605 v.Chr.). Het was dan ook deze zoon die hem als Nebukadnezar II opvolgde als koning van Babylon en het Nieuw-Babylonische Rijk deed uitgroeien tot een vervanger van het zo plotseling verdwenen Assyrische Rijk.